# 반대칭 텐서
반대칭 텐서(Antisymmetric tensor)는 수학과 이론물리학에서 텐서를 구별하는 종류 중의 하나로, 각 지표의 교환에 대해 반대칭성이 나타나는 텐서를 말한다.

## 정의
반대칭 텐서는 어떤 임의의 두 지표 i와 j의 위치를 바꾸는 것에 대해 다음과 같은 성질을 만족하는 텐서를 말한다.
{\displaystyle T_{ijk\dots }=-T_{jik\dots }\;}
대칭성과 달리 앞에 (-)가 붙기 때문에 이 성질을 반대칭성이라 한다.
특히, 모든 지표에 대해 임의의 두 지표를 골라 서로 위치를 바꾸었을 때 반대칭성이 성립하면 그러한 텐서를 완전 반대칭하다고 한다. 이러한 성질을 만족하는 텐서의 하나로 미분형식이 있다.
또한, 텐서A가 지표 i와 j에 대해 대칭이고 텐서B가 지표 i와 j에 대해 반대칭일 때 두 텐서를 텐서 축약을 취하면 0이 된다.

## 일반적인 텐서의 전개
성분 Uijk…를 가지는 일반적인 텐서 U의 지표 i와 j에 대한 대칭부분과 반대칭 부분은 다음과 같이 정의된다.
{\displaystyle U_{(ij)k\dots }={\frac {1}{2}}(U_{ijk\dots }+U_{jik\dots })} (대칭부분)
{\displaystyle U_{[ij]k\dots }={\frac {1}{2}}(U_{ijk\dots }-U_{jik\dots })} (반대칭부분)
보통 두 지표가 대칭성을 나타내는 것을 U(ij)k…와 같이 ()로 표기하고, 반대칭성을 나타내는 것을 U[ij]k…와 같이 []로 표기한다. 비슷하게 다른 지표에 대해서도 위와 같은 텐서를 생각할 수 있다. 또한, 위 두 텐서의 정의에서 보듯이 일반적인 텐서성분 Uijk…를 위 둘의 합으로 나타낼 수 있다.
{\displaystyle U_{ijk\dots }=U_{(ij)k\dots }+U_{[ij]k\dots }\;}

## 물리학에서의 반대칭 텐서
보통 벡터로 다루는 많은 물리학에서의 물리량, 예를 들어 자기장 B는 보통 벡터로 나타내지만 본질적으로는 벡터라기보단 텐서, 더 정확히 말하면 미분형식이라는 게 올바른 정의이다. 그리고 대부분의 텐서로 나타내어진 물리량들은 반대칭성을 가진다.
예를 들어, 중요한 반대칭 텐서의 하나로 전자기학에서의 전자기 텐서 F가 있다.

## 같이 보기
- 반대칭 행렬
- 대칭 텐서
- 레비-치비타 기호